# Зенграф, Иоганнес
Иоганнес Зенграф (1857—1908) — художник-миниатюрист, один из наиболее известных мастеров данного направления, работавших в фирме Карла Фаберже.

## Биография
Сведений о жизни И. Зенграфа имеется мало. Известно, что в течение определенного времени он возглавлял направление живописных миниатюр в фирме Фаберже.

## Работы
И. Зенграф принимал непосредственное участие в изготовлении ряда сюрпризов, предназначавшихся для ювелирных пасхальных яиц фирмы Фаберже. В числе таковых могут быть названы секреты следующих яиц:
- Яйцо с вращающимися миниатюрами
- Пеликан
- Нефритовое

Кроме того, исполненные им миниатюры украшают яйцо «Ландыши».